# Grupa alkoksylowa
Grupa alkoksylowa – grupa funkcyjna o ogólnym wzorze RO- lub -OR, gdzie R to dowolna grupa alkilowa. 
Grupy alkoksylowe są we wszystkich alkoholach (RO-H) i estrach (RCO-OR), mogą jednak występować w niemal każdym związku organicznym.
Daną grupę nazywa się według odpowiedniego węglowodoru, zastępując w niej końcówkę -an końcówką -oksy. Dla przykładu CH3O- to grupa metoksylowa (od CH4, metan), a C2H5O- to grupa etoksylowa (od C2H6, etan).